# Traquair House

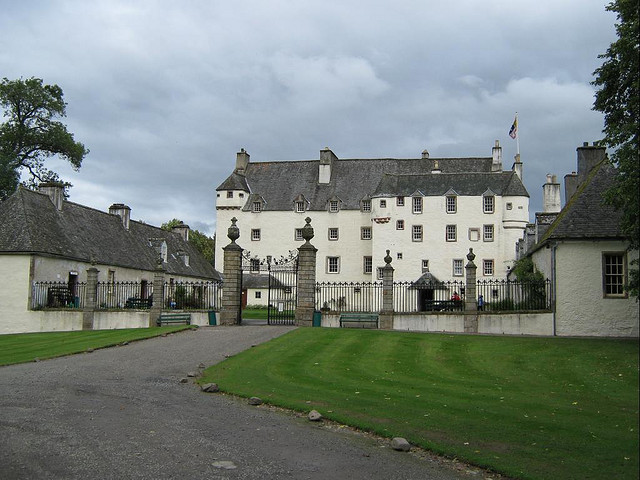
Traquair House

Traquair House, auch Traquair Castle genannt, ist ein schottischer Landsitz im Tal des Tweed, rund einen Kilometer südlich von Innerleithen. Gelegentlich wird behauptet, es sei das älteste bewohnte Herrenhaus in Schottland, doch diese Behauptung ist nur schwer überprüfbar.

## Geschichte
Traquair House war zunächst eine Jagdhütte der schottischen Könige. Nachweislich besuchte es zuerst König Alexander I. im Jahr 1107. Es wurde danach für Wilhelm I. zur Lieblingsresidenz, wo er auch die Gründungsurkunde für eine Siedlung namens Bishop's Burgh am Ufer des Molendinar, dem späteren Glasgow, unterzeichnete.

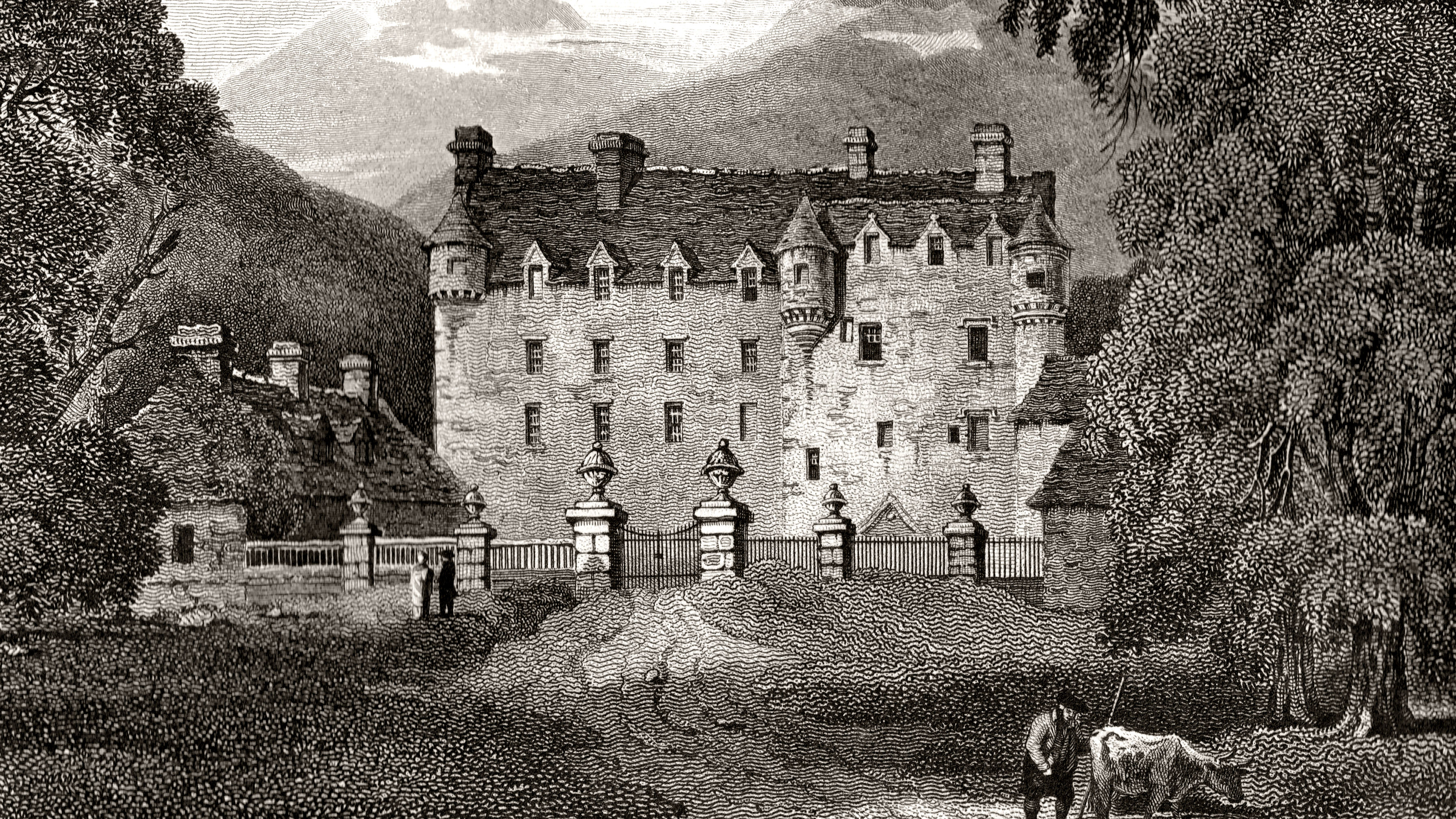
Traquair House im Jahr 1814

Nach mehrfachem Besitzerwechsel übergab es Jakob III. 1469 an William Rogers. Von diesem wiederum wurde es für 70 schottische Mark an den Onkel des Königs, James Stewart, 1. Earl of Buchan, verkauft. Dieser hinterließ Traquair seinem illegitimen Sohn, James Stewart († 1513), der zum ersten Laird of Traquair wurde. Maria Stuart schlug dessen Enkel John Stewart, den vierten Laird, zum Ritter und ernannte ihn zum Hauptmann der Leibgarde. Er soll nach dem Mord an ihrem Günstling David Rizzio ihre Flucht vom Holyrood Palace nach Dunbar organisiert haben. Mit Lord Darnley war die Königin auf Traquair zu Gast. John Stewart (um 1600–1659), der 7. Laird of Traquair wurde 1633 zum Earl of Traquair erhoben. Die Stewarts nahmen zahlreiche kleinere bauliche Veränderungen an Traquair vor, ohne dass diese zu einer größeren Umwandlung seiner äußeren Form führten. Aufgrund ihres katholischen Bekenntnisses auch nach dem Ende der Stuart-Dynastie gelangten die Lairds und Earls of Traquair nie in den Besitz entsprechender finanzieller Mittel, um umfangreiche Baumaßnahmen durchzuführen. Auch wurden 1688, im Jahr der Glorious Revolution, Teile des Anwesens und seines Interieurs zerstört. Beim Tod des 8. Earls of Traquair 1861 fiel der Besitz in weiblicher Linie an dessen Großneffen dritten Grades Henry Constable-Maxwell (1809–1890) als 16. Laird of Traquair, der seinen Namen zu Henry Constable-Maxwell-Stuart ergänzte. Heutiger Besitzer ist seit 1990 dessen Ur-urenkelin Catherine Margaret Mary Maxwell-Stuart, 21. Lady of Traquair (* 1964).

## Architektur
Die Vorderfront des Schlosses präsentiert eine schlichte, massive, weiß verputzte Fassade mit nur kleinen, unsymmetrisch geordneten Fenstern und einem steilen Dach. Fast den einzigen Schmuck bilden spitzgiebelige Dacherker und Ecktürmchen. Den ältesten Teil des Hauses bildet ein Wehrturm mit Wendeltreppe, der aber im Erscheinungsbild des Ensembles unkenntlich ist.
Im Inneren von Traquair finden sich Wandgemälde lokaler Maler mit Vögeln, Weinranken und Tieren als Motiv. Gegen Ende des 17. Jahrhunderts ließ der 4. Earl of Traquair zwei Flügel an der Vorderfront des Hauses an- bzw. umbauen. Der dadurch entstandene Vorhof verleiht dem Anwesen eine gewisse formale Strenge.

## Trivia

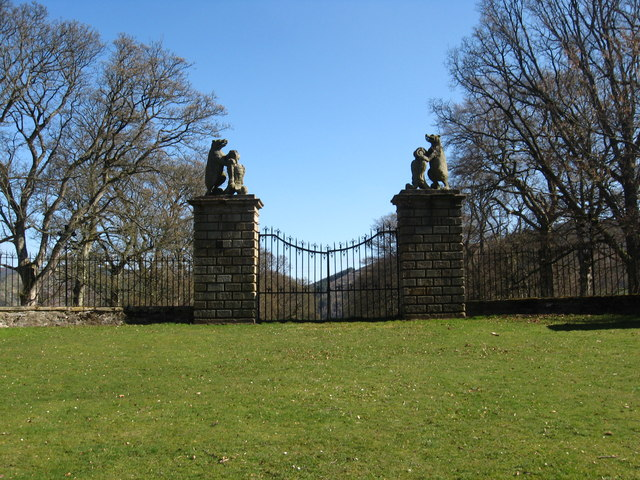
Das seit 1745 verschlossene Bärentor auf Traquair House

Traquair House gilt als „Bastion des Jakobitentums“ in Schottland. Nicht nur pflegt die Besitzerfamilie den katholischen Glauben und befindet sich im Haus eine eigene Kapelle, sondern es beherbergt auch eine Reihe von Stuart-Memorabilia. Ausgestellt werden etwa ein Rosenkranz Maria Stuarts, ihr Kruzifix und eine von ihr bestickte Bettdecke.
Bonnie Prince Charlie soll auf dem Anwesen Zuflucht gesucht haben, und als er vom 5. Earl of Traquair 1745 Abschied nahm, soll dieser das sogenannte Bärentor, Steekit Yetts genannt, verschlossen haben. So bleibt seit diesem Tag jenes Tor verschlossen und soll erst wieder geöffnet werden, wenn in London ein Stuart-König den Thron besteigt. Neben diesen historischen Verbindungen ist das Haus in jüngerer Zeit für das in der Traquair House Brewery gebraute Ale bekannt geworden.
Bei der UCI Radweltweltmeisterschaft 2023 in und um Glasgow starteten (zumindest) die Rennen der Elite des MTB Cross-Country Marathons am 6. August beim Traquair House. World Champion der Frauen wurde die 21 Jahre junge Tirolerin Mona Mitterwallner.